# Christoph Unterberger

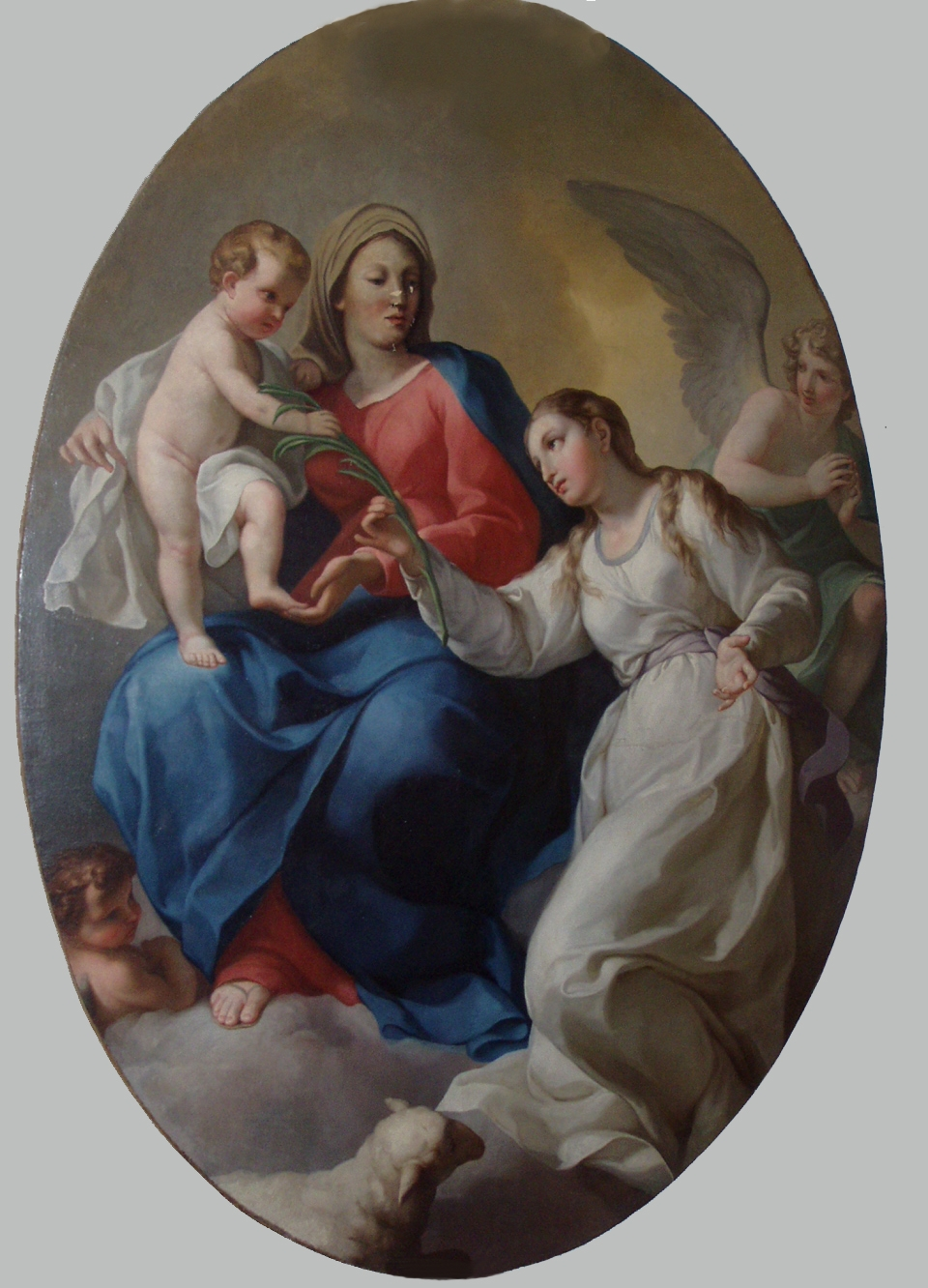
La Vierge et sainte Agnès, vers 1775, Rome, Collegio Capranica

Christoph Unterberger ou Cristoforo Unterperger, né en mai 1732 à Cavalese et mort le 25 janvier 1798 à Rome, est un peintre autrichien, actif à Rome au début de la période néoclassique comme peintre et décorateur.

## Biographie
Christoph Unterberger est né à Cavalese qui fait partie en 1732 du comté du Tyrol et relève de l'archiduché d'Autriche ; il est baptisé le 27 mai. Il appartient à une famille d'artistes : son père Giuseppe Antonio est doreur ; son frère cadet Ignaz Unterberger est un peintre de premier plan actif à Vienne ; lui-même est formé au dessin par son oncle, le peintre Franz Sebald Unterberger, puis continue sa formation artistique en 1753-1754 à l'Académie des Beaux-Arts de Vienne dont un autre de ses oncles, le peintre Michelangelo Unterberger, est co-directeur. En 1753, il remporte le premier prix d'un concours organisé pour les étudiants de deuxième année de l'Académie avec un tableau représentant Tobie guérit son père aveugle avec le fiel d'un poisson. En 1755 et 1756, il se rend à Venise et à Vérone, où il étudie auprès de Giambettino Cignaroli, puis retourne en 1757 à Vienne à l'Académie pour y terminer sa formation.
Il s'installe à Rome en 1759, où il prend contact avec les artistes allemands, notamment Anton von Maron, qu'il a connu à l'Académie à Vienne ; il se lie d'amitié avec Anton Raphael Mengs dont il subit l'influence. Unterberger reçoit très vite des commandes tant à Rome, notamment les fresques pour les quatorze stations du chemin de croix dans le cimetière teutonique au Vatican en 1759-1760, que dans sa région d'origine : en 1764, une Trinité avec saint François et Léopold III d'Autriche pour l'église du couvent des franciscains de San Candido ; en 1767, une Transfiguration du Christ pour la cathédrale de Bressanone.  
De 1770 à 1772, Unterberger exécute une série de peintures décoratives pour le Musée Pio-Clementino fondé par le pape Clément XIV en 1770 au Vatican : dans la Galerie des statues, où il restaure les fresques du XVe siècle de la voûte ; dans la Salle des bustes, où il restaure des peintures et où il peint sur la voûte de la troisième salle une Allégorie des quatre saisons.
En 1772, Unterberger, parrainé par Anton Raphael Mengs, devient membre de l'Accademia di San Luca. La même année, lui et Mengs sont chargés de décorer la voûte de la salle des Papyrus de la Bibliothèque apostolique vaticane avec des thèmes de fresques romaines classiques, notamment des grotesques ; après le départ de Mengs pour Madrid, Unterberger y travaille seul jusqu'en 1775. Il reçoit en 1773 du trésorier des Palais apostoliques 700 écus pour le décor de la voûte, et en 1775 200 écus pour les décorations des parois. 
En 1774, il réalise en collaboration avec le peintre Giovanni Angeloni un cycle de peintures pour la salle de billard du palais de Castel Gandolfo : Angeloni peint les parties décoratives et quatre grands paysages ; les peintures d'Unterberger sont consacrées à trois succès diplomatiques de Clément XIV : la reprise des relations avec le Portugal ; la réconciliation avec la France (restitution d'Avignon et du Comtat Venaissin en 1774) ; le resserrement des liens avec l'Espagne (Clément XIV est le parrain du premier fils du futur roi Charles IV) ; la quatrième peinture est un éloge de la politique d'approvisionnement de Rome par le pape.
Christoph Unterberger épouse le 19 février 1775 Ottavia Clementina, fille du sculpteur romain décédé en 1768 Filippo della Valle ; le tuteur de sa fiancée est l'orfèvre et sculpteur Luigi Valadier.
À partir de 1780, Unterberger dirige l'équipe d'artistes chargée de reproduire sur toile les décors des loges du Vatican conçus par Bramante et Raphaël ; la commande lui est passée par Giacomo Quarenghi, architecte au service l'impératrice Catherine II de Russie, pour décorer l'Ermitage à Saint-Pétersbourg,. 
Unterberger réalise de 1784 à 1786 le décor de la Stanza d'Ercole à la Villa Borghèse pour Marcantonio Borghese (également appelée Stanza del Sonno à cause de la statue représentant le Sommeil d'Alessandro Algardi) ; les fresques d'Unterberger représentent l'Apothéose d'Hercule et quatre épisodes de la vie du héros : Hercule arrachant les cornes d'Acheloos ; Hercule et Lychas ; Nessus et Déjanire ; La mort d'Hercule. En 1790-1791, Unterberger participe à la conception de la Fontana dei Cavalli Marini (fontaine des chevaux marins) et du capriccio architectural d'une fausse ruine antique dite temple de Faustine dans les jardins de la villa Borghese.

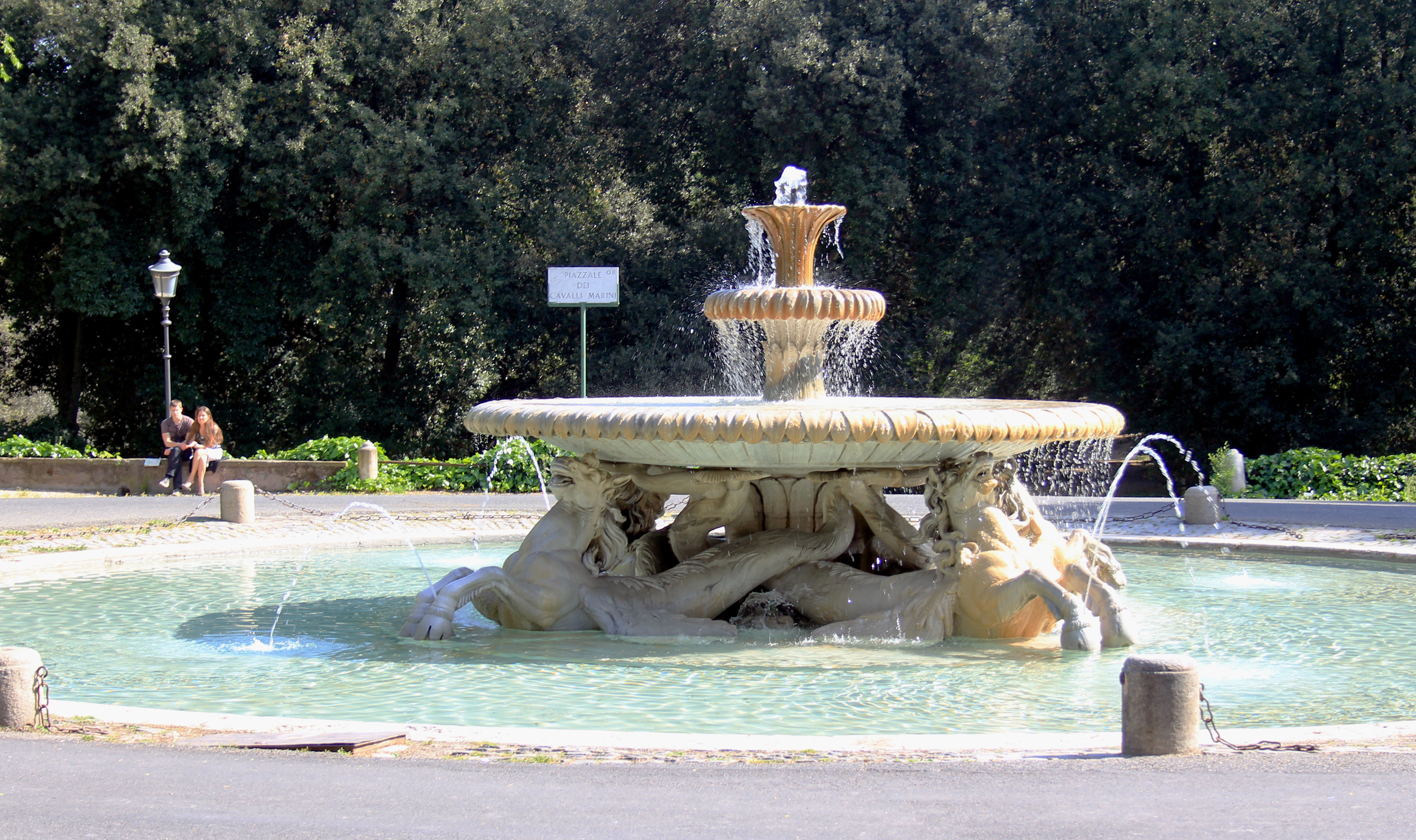
Fontaine des chevaux marins, Rome, Villa Borghese

Unterberger a peint également des sujets de genre et des paysages, ainsi que des tableaux à sujet religieux pour des églises et des établissements religieux : 
- Martyre de  saint Pontien, cathédrale de Spoleto ;
- Assomption, cathédrale de Lorette ;
- La Vierge et sainte Agnès, vers 1775, Rome, Collegio Capranica ;
- Saint Julien intercède auprès de la Vierge à cause de la menace de la peste, retable dans l'abside de la cathédrale de Macerata, 1786 ;
- Communion des apôtres, cathédrale de Jesi.

Il a eu pour élèves Giuseppe Turchi et Antonio Longo.
Il meurt à Rome via Condotti le 25 janvier 1798.

## Œuvres en collection publique
- Vierge de douleur entourée d'anges, huile sur toile, Paris, musée du Louvre[13].
- Quatorze huiles sur toile à sujet religieux (Saint Pontien épargné par les lions ; Martyre de saint Pierre ; Saint Sébastien soigné par des femmes pieuses ; Saint Ubald de Gubbio intercédant la Vierge en faveur d'orphelines, Assomption) ou décoratif : Montefortino, Pinacoteca Civica Fortunato Duranti[14].
- Saint Bruno, Munich, Collection de peintures de l'État de Bavière[15].
- L'Apothéose d'Hercule, huile sur toile, 1784, Baltimore, Walters Art Museum[16].
- Saint Jean Népomucène reçoit de la Vierge la couronne d'étoiles, 1757, Vienne, Belvédère[17].
- Le Martyre de saint Sébastien, Saint-Pétersbourg, Musée de l'Ermitage.
- Vierge avec saint Jean, Innsbruck, Tiroler Landesmuseum Ferdinandeum.

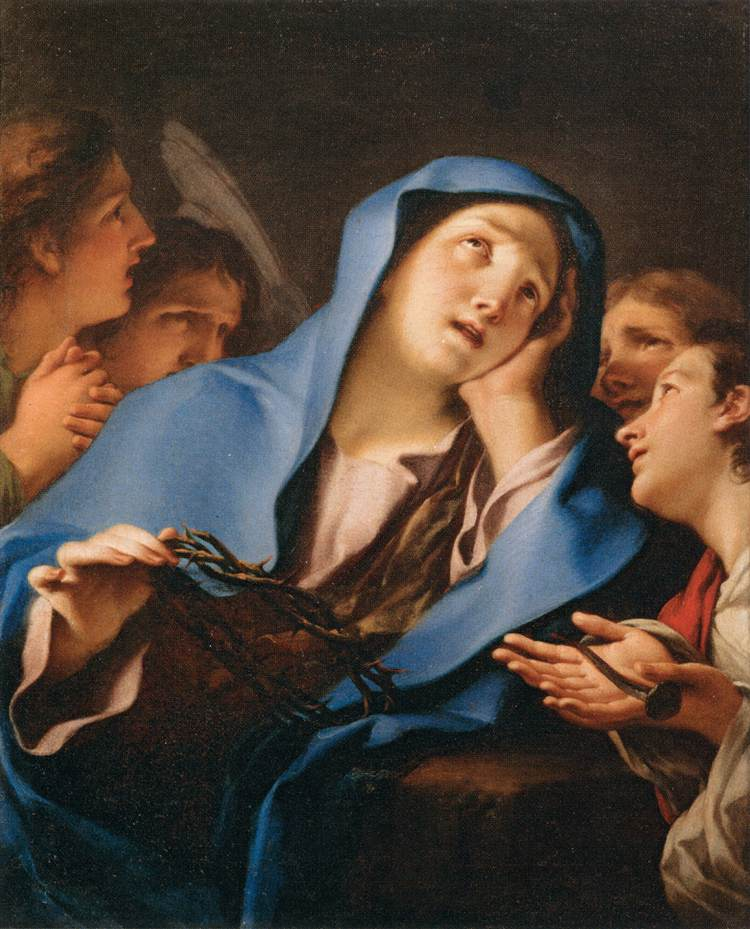
Vierge de douleur entourée d'anges.
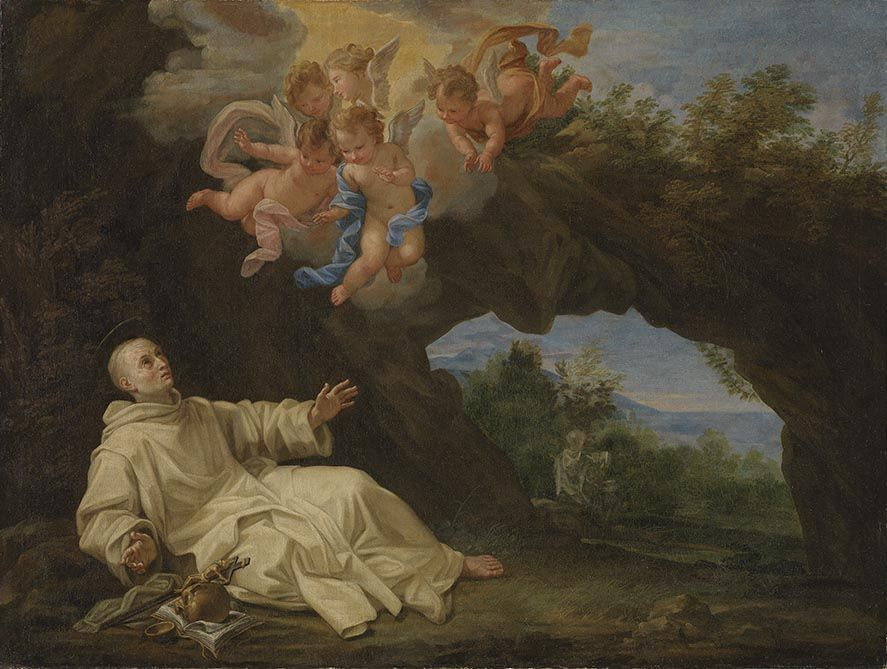
Saint Bruno.
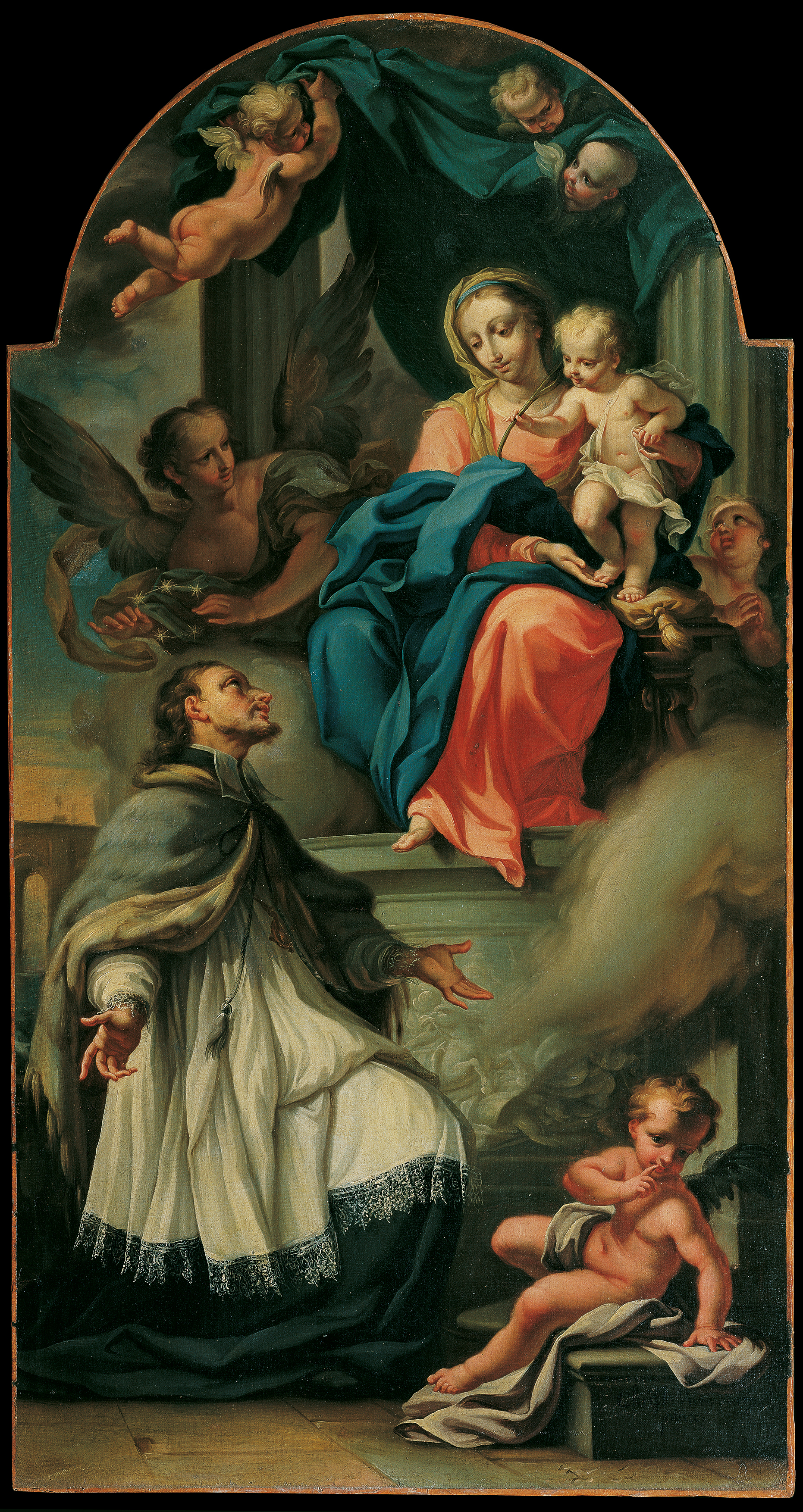
Saint Jean Népomucène reçoit de la Vierge la couronne d'étoiles.
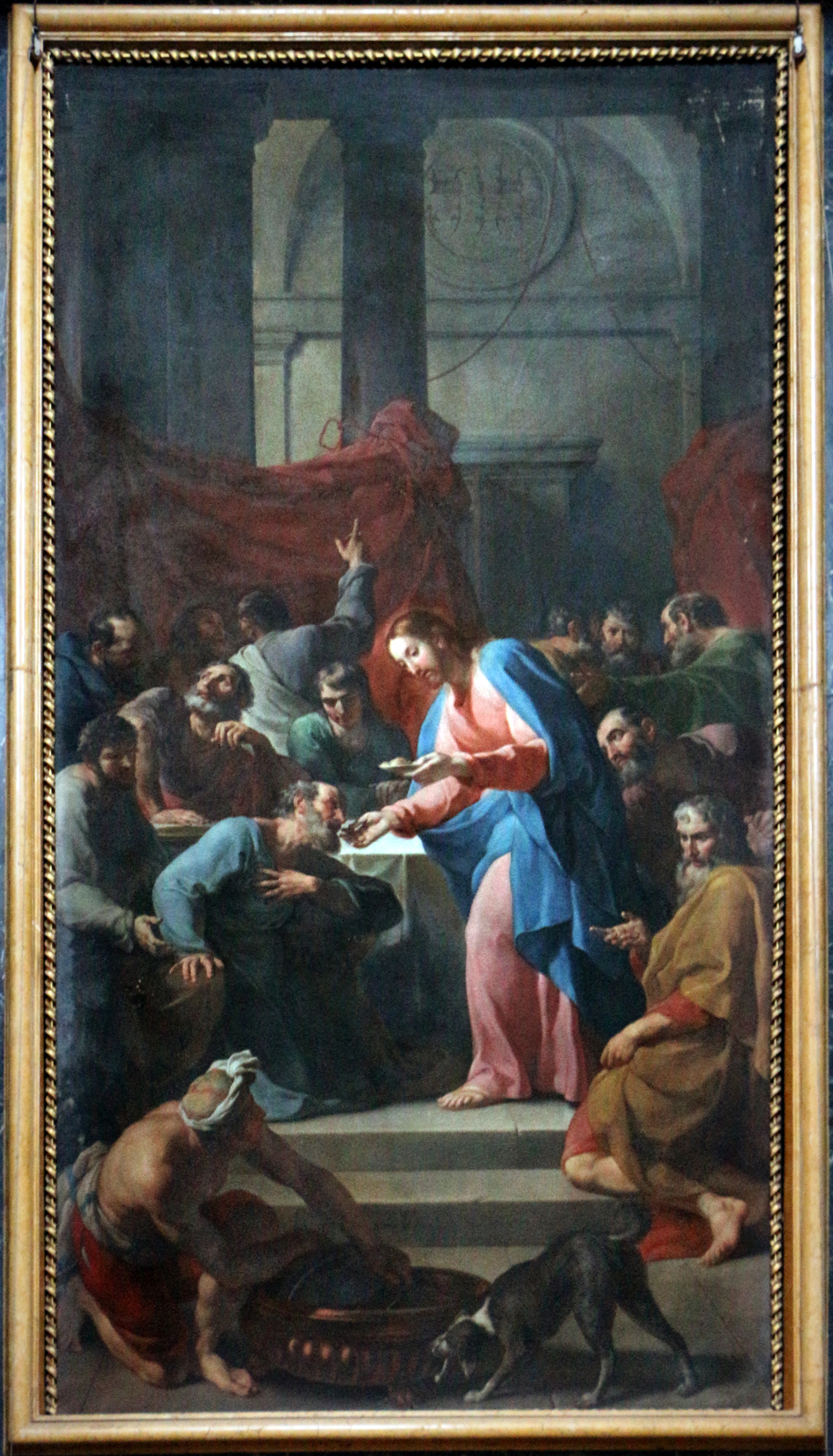
Communion des apôtres, cathédrale de Jesi.